# Rudolf Kremlička

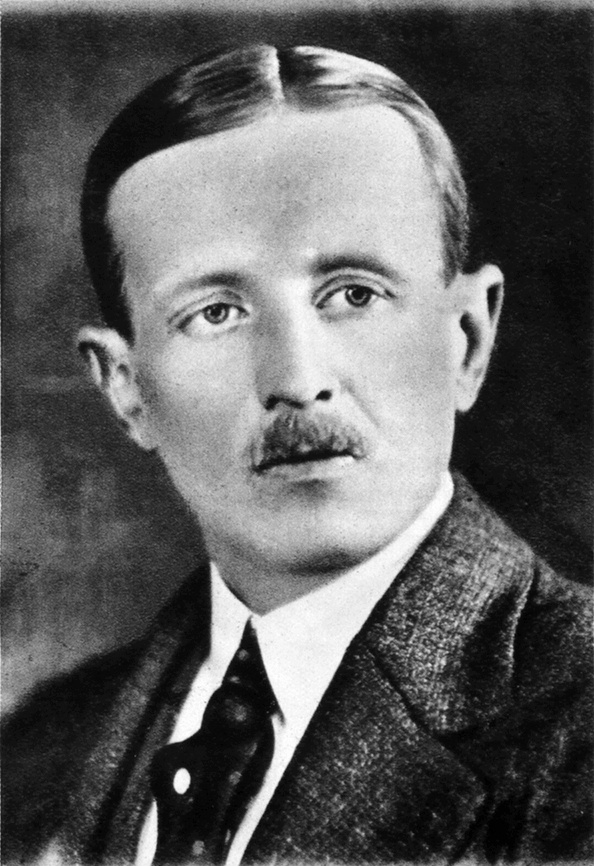
Rudolf Kremlička

Rudolf Kremlička (* 19. Juni 1886 in Kolín; † 3. Juni 1932 in Prag) war ein tschechischer Maler und Graphiker.

## Leben
Kremlička studierte von 1907 bis 1912 an der Prager Akademie der Bildenden Künste bei den Professoren Vlaho Bukovac und Bohumír Roubalík, die auf seine spätere Kunstrichtung keinen Einfluss hatten. Dagegen wandte er sich Maximilián Pirner und dem Stil von Hanuš Schwaiger zu und beschäftigte sich auch mit der alten holländischen Malerei.
In Prag wohnte Kremlička im Stadtteil Josefov, in der ul. Pařižská, woran eine künstlerisch gestaltete Bronzetafel erinnert.

## Werke

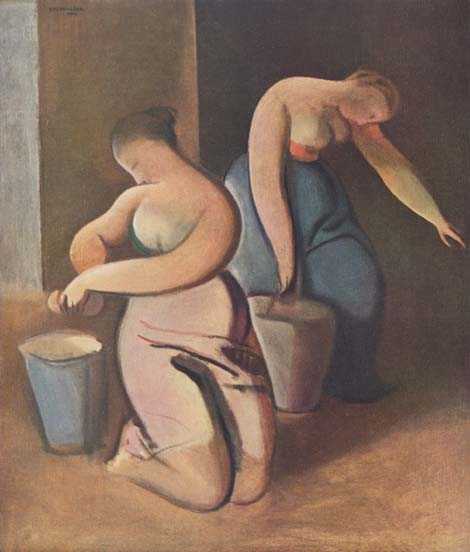
Waschfrauen

Seine frühen Werke wie Mädchen im weißen Leibchen (1915) oder seine Serie Tänzerinnen (1916–1918) zeichnen sich durch impressionistischen Stil aus. Ende der 1920er Jahre kam immer mehr seine persönliche Note zum Vorschein, die in Richtung Neoklassizismus ging. Die Bilder Waschfrauen (1919–1923) zeigen seine soziale Inspiration, für die Zeit nach dem Ersten Weltkrieg in Böhmen typisch.

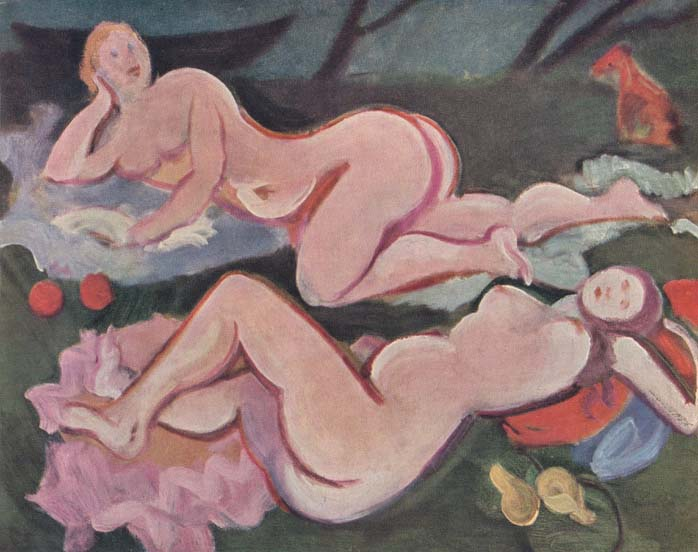
Weekend

Zwischen 1925 und 1932 entstanden Kremličkas bedeutendste Werke, deren Mittelpunkt der Akt war, wie Frauen am Flussufer (1925) oder Badende Frauen (1931). Daneben malte er auch Landschaften wie Hafen Duino bei Triest (1927), Segelboote im Hafen (1928) oder Felsen und Meer (1930). Das bekannteste Werk seiner Auftragsarbeiten ist das Mosaik im Palast Felix am Wenzelsplatz in Prag.

## Mitgliedschaften
- Tvrdošíjní
- tschechische Künstlervereinigung Spolek výtvarných umělců Mánes (1917–1929)
- Hagenbund unter Gustav Klimt in Wien[1] (ab 1924)